# 헤르문두리족

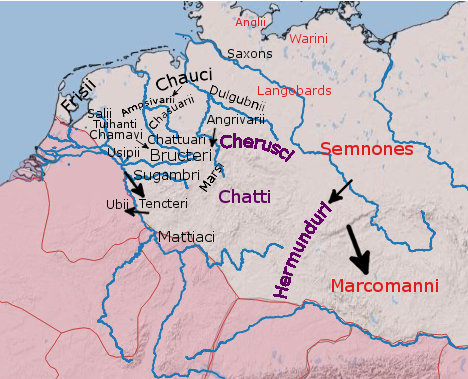
1세기 당시 그리스-로마 저술가들에 기록에 따른 일부 게르만 부족들의 대략적 위치. 빨강은 수에비족 계통, 보라는 임리노네스족 계통.

헤르문두리족(Hermunduri, Hermanduri, Hermunduli, Hermonduri, Hermonduli)은 고대 게르만 부족으로, 1세기부터 3세기까지 오늘날 보헤미아에 해당하는 엘베강 수원 인근 내륙에 거주했었으며 좀 더 북쪽에 있는 튀링겐과도 관련되어 있을 것으로 추정된다. 명칭의 유사성을 근거로 한 옛 이론에 따르면, 투링기족이 헤르문두리의 후손이라고 한다. 이따금식, 헤르문두리족은 로마가 있는 도나우 국경선으로 이동하였다. 클라우디오스 프톨레마이오스는 저서인 지리학에서 이 부족을 언급하지는 않지만 대신 관련이 되어 있을 것으로 보이는 테우리오카이마이족을 언급한다.

## 역사
스트라본은 헤르문두리족을 엘베강 동쪽에 살며 유목 생활을 하는 수에비족으로 다뤘다.
현재 수에비족은, 레누스강(라인강)에서부터 알비스강(엘베강)까지 이르는등 규모가 가장 크며, 이들 부족 중에 일부는 알비스강의 먼 곳까지 거주하는데 예시로, 헤르문두리족과 랑고바르디족이 있다. 현 시점에서 마지막에 언급한 부족들은 최후의 한 사람까지 자신들의 땅에서 알비스강의 먼 쪽에 있는 곳까지 밀려 들어왔다.
카시우스 디오는 서기 1년에 도미티우스라는 이름의 한 로마인 (루키우스 도미티우스 아헤노바르부스 (기원전 16년 집정관)로 추정)에 대해 "이스테르강(다뉴브강)을 따라 지역들을 다스리고 있는 동안에, 어떠한 이유로 자신들의 땅을 떠나 또 다른 땅을 찾고 있던 헤르문두리족을 막아섰고, 그는 이들을 마르코만니족의 영토 일부에 정착시켰다. 그 뒤에 그는 어떠한 문제 없이 알비스강을 건너가 반대편 쪽의 야만족들과 우호적인 동맹을 맺었고, 강둑에 아우구스투스의 제단을 세웠다"라고 기록하였다.
벨레이우스 파테르쿨루스 역시도 이들의 위치에 대해 묘사했다:
야만성에 있어 어떠한 게르만족보다 앞선 종족인 랑고바르디족의 우세가 무너졌고, 마침내 이는 심지어 희망으로도 결코 품어보지 못한 것이었는데, 군단기를 든 로마군은 라인강 너머 저 멀리 셈노네스족과 헤르문두리족의 영토까지 흐르는 엘베강까지 400마일을 건너갔는데, 이는 결코 이전에 시도해보지 못한 것이었다.
대 플리니우스는 저서인 '박물지'에 헤르문두리족을 만누스로부터 내려오는 후예인 헤르미오네스족 중 하나로 기재했다. 동일 분류에 그는 카티족, 케루스키족, 수에비족도 놓았다.
타키투스는 '게르마니아'에서, 수에비족의 일부를 언급하고, 이들을 도나우강 근처와 엘베강 수원 근처에 배치시킨 뒤에 헤르문두리족을 묘사한다:
우리와 가까운 곳에 헤르문두리족의 나라가 있으며, 이들은 로마의 충실한 민족들이었다. 이에 따라 이들은 게르만족 중에 단독으로, 강둑에서만이 아니라, 저 멀리 내륙까지, 라이티아 속주의 가장 번영하는 식민지까지 교역 활동을 하였다. 이들이 경호원 없이 지나갈 수 있는 어느 곳이던, 다른 부족들에게는 우리의 무기와 군영만을 보여줬지만, 이들에게는 저들이 탐내지 않아하는 우리의 집과 터전을 그대로 내버려두었다. 이들의 영토에는 지난 날 우리들에게 알려진 유명한 강인 엘베강이 솟아 흐르며, 지금은 그에 대해 들어볼 수만 있을 뿐이다. —Tac. Ger. 41
타키투스는 '편년사'에서, 헤르문두리족 출신의 비빌리우스가 서기 18년에 콰디족의 반니우스의 편을 들며 어떻게 마르코만니족의 왕 카투알다를 전복시켰는지를 기술하고 있다. 50년경, 반니우스의 조카들인 반기오와 시도 그리고 반니우스와 동맹 관계의 루기족 등과 동맹을 맺은, 비빌리우스는 마찬가지로 반니우스의 폐위를 주도했다. 58년에 헤르문두리족은 종교적으로 중요성을 띠는 강을 두고 일어난 국경 분쟁에서 카티족에 승리를 거뒀다.
헤르문두리족은  베라강 혹은 잘레강으로 추정되는 강을 따라 있고 근처에 소금 비축지가 있는 논란의 국경선을 카티족과 공유했었다. 헤르문두리족은 이 분쟁에서 승리하였다.
마르쿠스 아우렐리우스가 서기 180년에 사망했을 당시, 그는 마르코만니족, 헤르문두리족, 사르마티아족, 콰디족 등으로 구성된 동맹 세력과 전쟁 중이었다.
일부는 헤르문두리족의 '두리'(-duri)가 오탈자 '투리'(-thuri)를 나타내는 것일 수 있고, 뒤에는 게르만어 어미(-ing)는 후예를 나타내기에, 헤르문두리족의 잔여 세력이 투링기족이 되었다고 주장한다. 이는 마티아스 스프링거Matthias Springer) 등의 다른 학자들로부터 반박당하고 있다.

## 헤르문두리족의 왕
- 비빌리우스: 18년경 - 50년경[12]

## 참고 문헌
- 타키투스의 게르마니아.41장